# Свети Николай (Дипоро)
„Свети Николай“ (на гръцки: Ναός Αγίου Νικολάου Διπόρου) е късносредновековна православна църква в гревенското село Дипоро (Холенища), Егейска Македония, Гърция.
Представлява еднокорабна гробищна църква с вход от запад. Изградена е от дребни камъни и е покрити с двускатна дървена покривна конструкция. Църквата е изписана през XVI век, след това отново в XIX век. Дървеният иконостас е от XIX век. Реконструкцията на храма е от 1855 година. Паметникът е силно повреден от земетресението през 1995 г. в региона на Западна Македония. В 1996 – 2001 година е реставриран.
В 1996 година църквата е обявена за защитен паметник.